# Wok

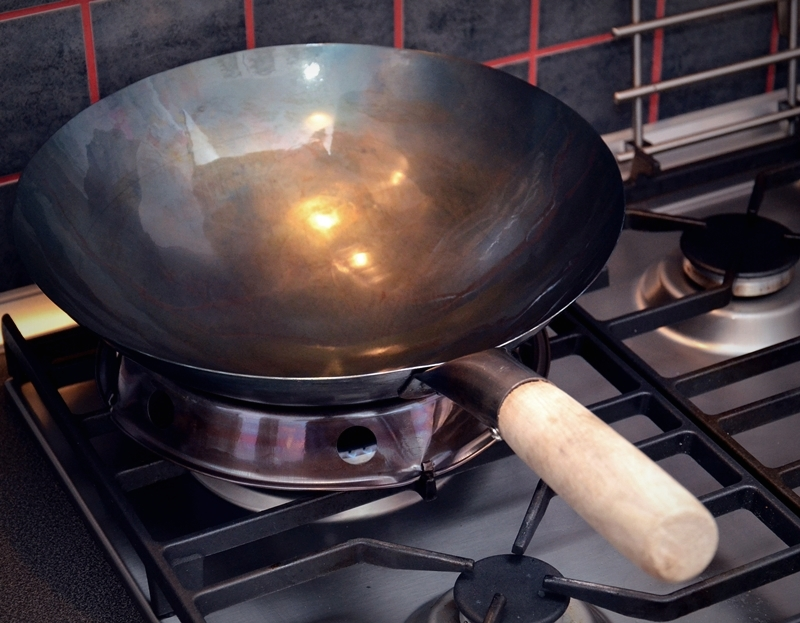
Wok mandaryński ze stali węglowej, po wypaleniu na kuchence gazowej wyposażonej w palnik wok i stalowy pierścień stabilizujący

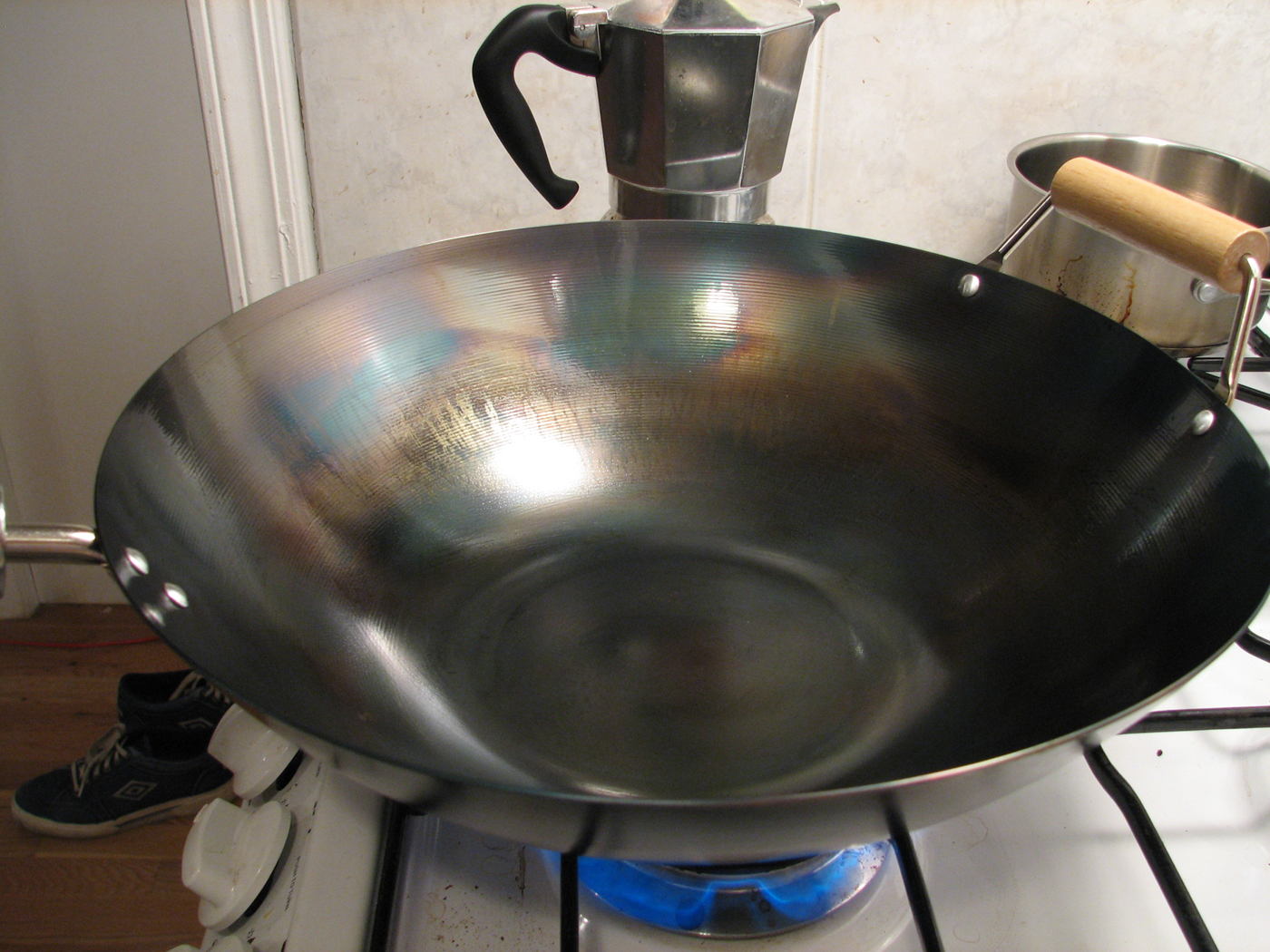
Wok

Wok (chiń. upr. 镬; chiń. trad. 鑊) – naczynie przypominające miskę z jedną lub dwiema rączkami, służące do smażenia w ruchu, szybkiego przyrządzania potraw na ogniu, przeważnie wykorzystywane w kuchni chińskiej. Pozwala na bardzo wydajną obróbkę cieplną. Wok kantoński posiada dwie rączki („uszy”), natomiast nowsze woki mandaryńskie i pekińskie posiadają rączkę podobną do rączki patelni. Współcześnie woki mają często lekko spłaszczone dno, w celu dostosowania do pracy na kuchenkach indukcyjnych.
Standardowy wok ma około 30–40 cm średnicy i jest wykonany ze stali węglowej. Tradycyjne, żeliwne woki, wbudowane były w otwór chińskiej kuchni węglowej. Współcześnie przyrządzanie dań chińskich w woku wymaga od kucharza nieustannego trzymania go w ręku i mieszania znajdującej się w nim zawartości. Ze względu na współczesną popularność woków w świecie zachodnim produkowane są także naczynia o kształcie podobnym do woka, wykonane z aluminium, pokryte warstwą zabezpieczającą, np. teflonową.
Przyjęta na zachodzie nazwa wok pochodzi z języka kantońskiego i jest niezrozumiała w innych regionach Chin. W języku mandaryńskim patelnia ta nazywa się huò.